# Râul Dragomirna, Șușița
Râul Dragomirna este un curs de apă, afluent al râului Șușița. 